# Muhammad Fareed Didi
Muhammad Fareed Didi (divehi : މުޙައްމަދު ފަރީދު ދީދީ), né le 11 janvier 1901 à Malé et mort le 27 mai 1969 dans la même ville, est un homme politique et monarque maldivien. Il est le dernier sultan des Maldives du 7 mars 1954 au 11 novembre 1968.

## Biographie
Le prince Fareed poursuit des études au collège royal de Colombo au Sri Lanka pendant sept ans. Revenu aux Maldives, il est nommé Premier ministre du sultan Hassan Nooraddeen II le 16 décembre 1932 et demeure en fonction jusqu'en 1944.
En 1952, les Maldives deviennent une république mais en août 1953, après la chute du président Mohamed Amin Didi, un référendum décide la restauration du sultanat. Mohamed Fareed est alors choisi comme sultan et intronisé le 7 mars 1954. Le pays devient indépendant en 1965 et le 16 novembre 1967, 40 des 44 députés au Parlement se prononcent pour l'instauration d'une république. Le 15 mars 1968, par un nouveau référendum populaire, 81,23 % des électeurs votent en faveur de la république qui est officiellement proclamée le 11 novembre suivant, mettant fin au règne de Fareed et à 853 années de monarchie. Le dernier sultan quitte le palais royal et se retire dans sa résidence privée où il meurt en mars 1969. Il a droit à des funérailles d'État et il est enterré au cimetière Galolhu.